# A galaxis őrzői vol. 2.
A galaxis őrzői vol. 2. (eredeti cím: Guardians of the Galaxy Vol. 2.) 2017-es amerikai szuperhősfilm, amely Marvel Comics képregény alapján készült. A film rendezője James Gunn, aki a forgatókönyvet is írta. A film főszereplői Chris Pratt, Zoë Saldana, Dave Bautista, Vin Diesel és Bradley Cooper.
Az Egyesült Államokban 2017. május 5-én mutatták be. A film költségvetése 200 millió dollár volt.

## Cselekmény
1980, Missiouri. Meredith Quill, Űrlord anyja éppen annak apjával sétál az erdőben. Az apa állítása szerint űrutazó, aki még egy űrbéli növényt is elültetett a Földön, hogy szépen növekedjen.
34 évvel később. Az Űrlord vezette csapat, A galaxis őrzői a Sovereign bolygón tartózkodik, ahol feladatuk van. A csapat egy interdimenzionális lényt öl meg, ami a bolygó energiaforrását, az anulax elemet fogyasztja. A legyőzéséért cserébe a bolygó főpapnője, Ayesha átadja az általuk elfogott Nebulát, Gamora "testvérét", akire hatalmas vérdíjat tűztek ki. Az őrzők mennének is a Xandarra felvenni a pénzt, ám ekkor a Sovereign flottája rajtuk üt, mert Mordály ellopott tőlük pár anulax elemet. A csapat űrhajója a Berhert bolygón zuhan le, ám előtte még egy fickó egy űrhajón kinyírja a teljes sovereign flottát. A bolygóra leszáll a rejtélyes fickó, akit Ego-nak hívnak és aki nem más, mint állítása szerint Peter apja. Ego és csatlósa, az érzelmek irányítására képes Mantis azért jöttek, hogy Ego bolygójára vigyék Petert, aki végül Gamorával és Drax-szal velük tart.
Yondu és a Fosztogatók a Contraxia bolygón vannak, ahol Yondu egykori Fosztogatótársaival is találkoznak, akik kitagadták őt. Itt béreli fel Yonduékat Ayesha, aki nagy jutalmat ígér az Őrzők elfogásáért. A csapat elfogja Mordályt, ám Yondu nem akarja átadni őket a főpapnőnek, emiatt csapata Sokkolóarc vezetésével elárulja őt. Yondu harcba bocsátkozik, ám az átvert Groot által kiszabadított Nebula lelövi a fején lévő taréjt, amivel a nyilát irányítani tudja. Segítségéért cserébe Nebula egy hajót kér, amivel Gamora után eredve megölheti őt, valamint a részesedés 10%-át, amiből hadihajót vehet, amivel végül nevelőapjuk, Thanos ellen mehet. Később Mordály, Yondu, kicsi Groot és a Yonduhoz hű Fosztogató, Kraglin segítségével megszöknek, Yondu pedig új tarajjal irányítja a nyilát. A hajó egy részét leválasztva indulnak el, a maradék részt felrobbantva – ám halála előtt Sokkolóarc megadja a sovereignieknek Yondu hajójának koordinátáit.
Ego bolygójára érve kiderül, hogy a bolygó maga Ego. Az ősi lény sok milliárd éve él már, majd a világon fellelhető többi élet felkutatása miatt hozott létre egy bionikus testet és utazta be a világot – így találkozott Peter anyjával is. Ego megtanítja Peternek hogyan használja fel a bolygó erejét az alkotásra, ám Gamorának valami nem stimmel. Ezután összetalálkozik Nebulával, aki próbálja megölni őt, de nem képes rá a testvéri szeretet miatt.  Ezalatt Mantis elárulja nekik az igazságot: Ego mikor rátalált az életre, szörnyen csalódott volt és azt vette céljául, hogy ő maga válik az életté. A bolygókon elültetett növények valójában az ő kiterjesztései, amikkel a bolygókat a maga részévé változtatja – ám ehhez egyedül kevés, ezért nemzett különböző utódokat, akiket Yondu szállított le neki. Petert majdnem sikerül átállítania az oldalára, de véletlenül elmondja, hogy ő tett szándékosan tumort az anyja fejébe, ezért Peter ellene szegül.
A csapat a Yondu vezette űrhajóval Ego magjához repül, hogy azt megsemmisítve megállítsák a tervét – nehezíti a helyzetet, hogy a sovereign flotta rájuk bukkan és tüzelnek a hajóra. Nebula segítségével az összes hajót kiiktatják, míg kicsi Groot az ellopott anulax elemekből készült bombát rak Ego középpontjába. Peter a bolygó energiáját irányítva feltartóztatja Egót, amíg a többiek a hajóra szállva kimenekülnek, így ő ott marad a robbanáskor. Yondu kirepíti őt a bolygó felszínéről, de csak egy űrruhája maradt, amit Peterre tesz, ezzel feláldozva önmagát.
A hajón Yondu testét elégetik és hamvait az űrbe szórják, miközben Peter ráébred, hogy bár Ego fia, igazi apjának Yondu-t tekinti. Nebula elmegy, hogy elrendezze a dolgokat Thanos-szal, eközben Yondu fosztogatótársai eljönnek, hogy búcsút vegyenek egykori barátjuktól.
A film rendhagyó módon 5 stáblistás jelenettel rendelkezik. Ezek sorban a következők:
- Kraglin a fejdísz segítségével tanulgatja Yondu nyilának a használatát, amit véletlenül belelő Drax-be.
- A Stakar vezette Fosztogatók Yondu halála miatt újra egyesülnek, és új kalandba vetik magukat.
- Ayesha megépíttet egy új keltetőt, amivel egy tökéletes harcost akar létrehozni, amivel elpusztíthatja az Őrzőket. A harcosnak az Adam nevet adja, utalva ezzel arra, hogy a bábban a rajongók által közkedvelt Marvel-karakter, Adam Warlock van születőben.
- Groot immár a tinédzserkorba jut: egyfolytában játszik, összepiszkolja a szobáját és nem fogad szót Peternek.
- Az utolsó jelenetben Stan Lee látható, akit a film közben már megpillanthattunk, ahogy épp a Szemlélők nevű idegen fajnak meséli el történeteit – ezzel megerősítve, hogy Stan valójában minden cameo-jával ugyanazt a személyt játszotta (a film alatt épp az Amerika Kapitány: Polgárháború-belit meséli, ahol a FedEx kiszállítója volt). A jelenetben a Szemlélők magára hagyják Stant, akinek fogalma sincs, miképp fog hazajutni.

## Szereplők
| Színész              | Szereplő             | Magyar hang           | Leírás |
| -------------------- | -------------------- | --------------------- | --- |
| Chris Pratt          | Peter Quill / Űrlord | Miller Zoltán         | A Galaxis Őrzőinek félig emberi, félig égi vezetője, akit gyermekkorában elraboltak a Földről, és fosztogatók csoportja nevelte fel.                 |
| Wyatt Oleff (gyerek) | Peter Quill / Űrlord | Nem szólal meg        | A Galaxis Őrzőinek félig emberi, félig égi vezetője, akit gyermekkorában elraboltak a Földről, és fosztogatók csoportja nevelte fel.                 |
| Zoë Saldana          | Gamora               | Solecki Janka         | Az Őrzők tagja és egy idegen világból származó árva, aki megváltást keres múltbéli bűneiért. Thanos képezte ki, hogy a személyes bérgyilkosa legyen. |
| Dave Bautista        | Drax, a pusztító     | Ifj. Jászai László    | Az Őrzők tagja és magasan képzett harcos. |
| Vin Diesel           | Kicsi Groot          | Dézsy Szabó Gábor     | Az Őrzők tagja, aki egy fához hasonló humanoid és Mordály társa.                                                                                     |
| Bradley Cooper       | Mordály              | Kálloy Molnár Péter   | Az Őrzők tagja, aki egy genetikailag módosított mosómedveszerű fejvadász, zsoldos, valamint a fegyverek és a harci taktika mestere.                  |
| Michael Rooker       | Yondu Udonta         | Scherer Péter         | A fosztogatók kékbőrű kalóza, aki Quill apa figurája és az Őrzők tagja. Ő Ayesha korábbi helyettese is.                                              |
| Karen Gillan         | Nebula               | Varga Gabriella       | Thanos örökbefogadott lánya, akit Gamora testvéreként neveltek fel, és az Őrzők vonakodó tagja.                                                      |
| Pom Klementieff      | Mantis               | Bogdányi Titanilla    | Az Őrzők empatikus képességekkel rendelkező tagja, aki Egoval él együtt.                                                                             |
| Elizabeth Debicki    | Ayesha               | Bertalan Ágnes        | Az arany főpapnő és a Szuverén nép vezetője |
| Chris Sullivan       | Sokkolóarc           | Bognár Tamás          | A Fosztogatók vezetője. |
| Sean Gunn            | Kraglin Obfonteri    | Szatmári Attila       | Yondu parancsnokhelyettese a Fosztogatóknál. |
| Sylvester Stallone   | Stakar Ogord         | Gáti Oszkár           | Magas rangú Fosztogató, aki haragszik Yondu-ra. |
| Kurt Russell         | Ego                  | Dörner György         | Ősi égi lény, Quill apja. |
| Laura Haddock        | Meredith Quill       | Farkasházi Réka       | Quill anyja. |
| Gregg Henry          | Jason Quill          | Nem szólal meg        | Quill nagyapja. |
| Seth Green           | Howard, a kacsa      | Kassai Károly         | Kacsaszerű lény. |
| Fred kutya           | Cosmo                | Nem beszél            | Kutyaszerű lény. |
| Tommy Flanagan       | Tulk                 | Bede-Fazekas Szabolcs | Fosztogatók tagja. |
| Michael Rosenbaum    | Martinex             | Barát Attila          | Stakar és Yondu régi csapatának többi tagjai. |
| Ving Rhames          | Charlie 27           | Vass Gábor            | Stakar és Yondu régi csapatának többi tagjai. |
| Michelle Yeoh        | Aleta Ogord          | Farkasinszky Edit     | Stakar és Yondu régi csapatának többi tagjai. |
| Miley Cyrus          | Mainframe (hang)     | Galiotti Barbara      | Stakar és Yondu régi csapatának többi tagjai. |
| Stan Lee             | önmaga               | Csuha Lajos           | A Figyelők informátora, aki korábbi kalandjairól beszél.                                                                                             |
| David Hasselhoff     | önmaga               | Forgács Péter         | Ego alakot ölt az ő hasonlatosságára. |
| Jeff Goldblum        | Nagymester           | Nem szólal meg        | Sakaar uralkodója. |

## Fogadtatás
A film az IMDb filmes oldalon 7,8/10-es osztályzatot kapott, 271.442 szavazat alapján, a Rotten Tomatoes kritikagyűjtő oldalon 90%-on áll, 69.533 szavazat alapján. A Metacritic-en 8,3/10-es értékelést kapott, 426 szavazat alapján.
Kritikai értékelések:
- The Washington Post – 100%
- USA Today – 88%
- New York Post – 75%
- San Francisco Chronicle – 75%
- Chicago Sun-Times – 75%
- Rolling Stone – 75%
- Variety – 70%
- Entertainment Weekly – 67%[4]